# Філіпп Бержеро
Філі́пп Бержеро́ (фр. Philippe Bergeroo, нар. 13 січня 1954, Сібур) — французький футболіст, що грав на позиції воротаря. По завершенні ігрової кар'єри — футбольний тренер. 
Виступав, зокрема, за клуби «Бордо», «Лілль» та «Тулуза», а також національну збірну Франції. У складі збірної — чемпіон Європи 1984 року.

## Клубна кар'єра
У дорослому футболі дебютував 1971 року виступами за команду клубу «Бордо», в якій провів 7 сезонів, взявши участь у 133 матчах чемпіонату Франції — Д 1. 
В 1978 році перейшов у «Лілль», де провів наступні п'ять сезонів (180 ігор) своєї ігрової кар'єри. Був основним голкіпером команди.
У 1983 році перейшов до клубу «Тулуза», за яку відіграв останні 6 сезонів (172 гри). Завершив професійну кар'єру футболіста у 1988 році.
За 18 сезонів зіграв 485 матчів, і всі — у найвищому дивізіоні Д 1. Найкращий результат — «бронза» національної першості у сезоні 1986-87.

## Єврокубки
У послужному списку всього 2 сезони в єврокубках, і обидва, як у формі «Тулузи», так і у Кубку УЄФА. Провів 8 матчів (без замін і жовтих карток), пропустивши 10 голів. При цьому, далі 1/16 фіналу французи не проходили. Лише у двох матчах він зберіг свої ворота «сухими».
Дебют в євротурнірах відбувся у матчах 1/32 фіналу сезону 1986-87 проти «Наполі», із самим Марадоною на чолі. Французи перемогли у повторному матчі у себе вдома у серії післяматчевих пенальті — 4:3 (основний та додатковий час — 1:0). А в наступному раунді був драматичний двобій з московським «Спартаком». Домашня перемога — 3:1, була перекреслена у Москві — 5:1.
Остання гра на європейській клубній арені теж пройшла без особливих успіхів. В турнірі на Кубок УЄФА 1987-88 4 листопада 1987 року «Тулуза» у повторному матчі 1/16 фіналу в гостях програла майбутньому переможцю — леверкузенському «Баєру» — 0:1.

### Статистика виступів у єврокубках
| Сезон             | Клуб              | Турнір       | Досягнення   | Матчі | Перемоги | Нічиї | Поразки | Голи |
| ----------------- | ----------------- | ------------ | ------------ | ----- | -------- | ----- | ------- | ---- |
| 1986-87           | «Тулуза»          | Кубок УЄФА   | 1/16 фіналу  | 4     | 2        | 0     | 2       | -7   |
| 1987-88           | «Тулуза»          | Кубок УЄФА   | 1/16 фіналу  | 4     | 2        | 1     | 1       | -3   |
| ВСЬОГО за кар'єру | ВСЬОГО за кар'єру | 2 євросезони | 2 євросезони | 8     | 4        | 1     | 3       | -10  |

## Виступи за збірну
У 1979 році дебютував в офіційних матчах у складі національної збірної Франції. Протягом кар'єри у національній команді, яка тривала неповні 5 років, провів у формі головної команди країни усього 3 матчі, пропустивши при цьому 1 гол. Усі три гри — товариські.
У складі збірної був учасником чемпіонату Європи 1984 року у Франції, здобувши того року титул континентального чемпіона та чемпіонату світу 1986 року у Мексиці, де завоював бронзові нагороди. На обох турнірах був запасним гравцем і на поле не виходив.

### Статистика матчів за збірну
| Усі матчі та пропущені голи Філіппа Бержеро за збірну Франції | Усі матчі та пропущені голи Філіппа Бержеро за збірну Франції | Усі матчі та пропущені голи Філіппа Бержеро за збірну Франції | Усі матчі та пропущені голи Філіппа Бержеро за збірну Франції | Усі матчі та пропущені голи Філіппа Бержеро за збірну Франції | Усі матчі та пропущені голи Філіппа Бержеро за збірну Франції | Усі матчі та пропущені голи Філіппа Бержеро за збірну Франції | Усі матчі та пропущені голи Філіппа Бержеро за збірну Франції |
| №                                                             | Дата                                                          | Місто                                                         | Турнір                                                        | Суперник                                                      | Рахунок                                                       | Голи                                                          | Інше                                                          |
| ------------------------------------------------------------- | ------------------------------------------------------------- | ------------------------------------------------------------- | ------------------------------------------------------------- | ------------------------------------------------------------- | ------------------------------------------------------------- | ------------------------------------------------------------- | ------------------------------------------------------------- |
| 1                                                             | 10-10-1979                                                    | Париж                                                         | Товариський                                                   | США                                                           | 3:0 [Архівовано 23 березня 2019 у Wayback Machine.]           | 0                                                             | 46'                                                           |
| 2                                                             | 23-05-1980                                                    | Москва                                                        | Товариський                                                   | СРСР                                                          | 0:1 [Архівовано 16 листопада 2018 у Wayback Machine.]         | -1                                                            |                                                               |
| 3                                                             | 28-03-1984                                                    | Бордо                                                         | Товариський                                                   | Австрія                                                       | 1:0 [Архівовано 10 листопада 2018 у Wayback Machine.]         | 0                                                             | 62'                                                           |

## Кар'єра тренера
Розпочав тренерську кар'єру відразу ж по завершенні кар'єри гравця. З 1990 по 1998 роки був тренером воротарів у національній збірній Франції. З 1998 року увійшов до тренерського штабу клубу «Парі Сен-Жермен» як асистент головного тренера, а протягом 1999—2000 років очолював тренерський штаб паризького клубу. У сезоні 1999-2000 став віце-чемпіоном Франції та фіналістом Кубку ліги.
В подальшому очолював команду клубу «Ренн», а також юнацьку та жіночу збірні Франції.

## Титули і досягнення
Гравець
- Чемпіон Європи (1): 1984
- Бронзовий призер чемпіонату світу: 1986

Тренер
- Чемпіон Європи (U-17): 2004
- Переможець Кубка Меридіан: 2005